# Esperienza extracorporea

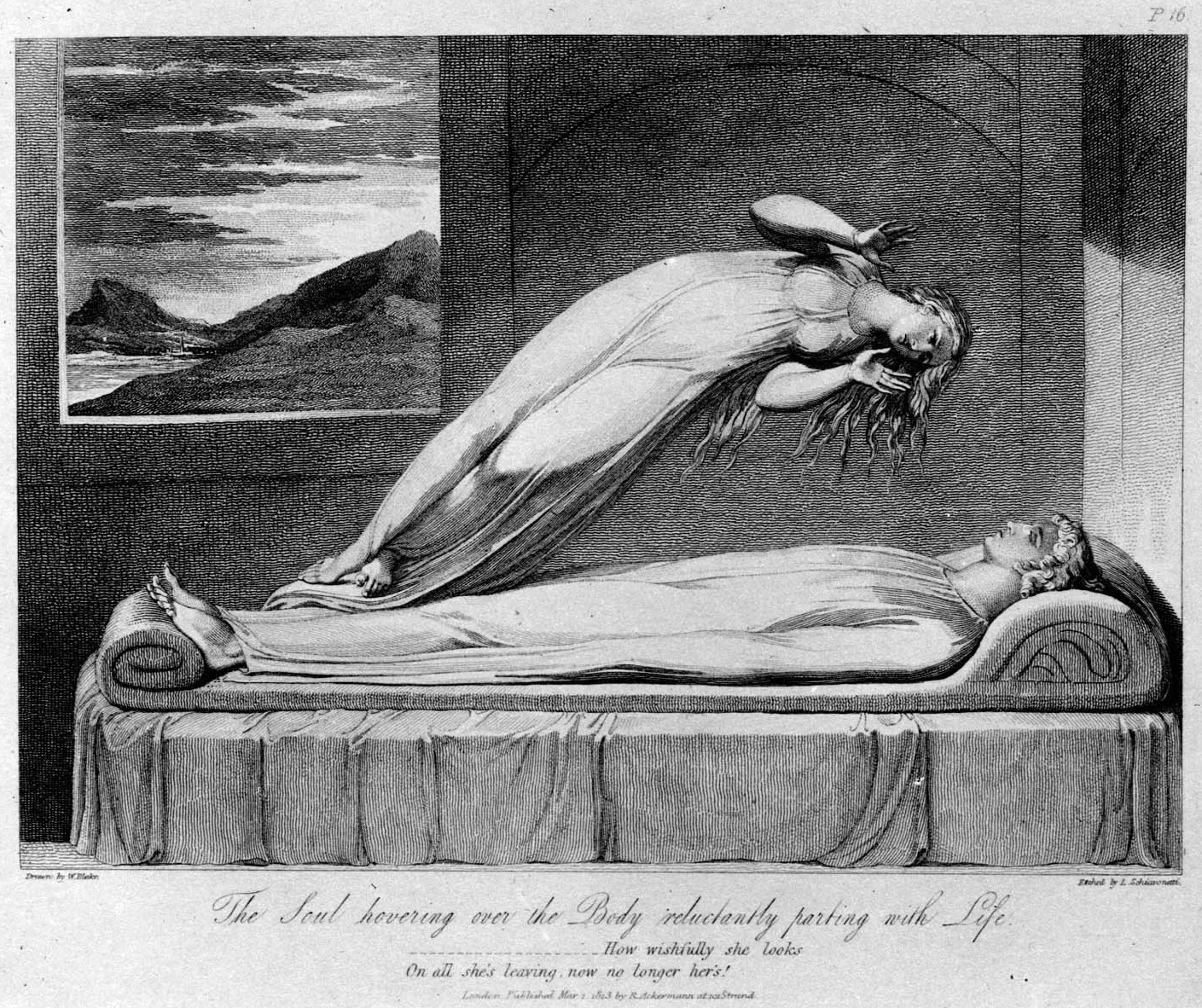
L'anima fuoriesce dal corpo, incisione del 1808 di Luigi Schiavonetti, su disegno di William Blake.

L'espressione esperienza extracorporea, nota anche con le sigle OBE e talvolta OOBE (dall'inglese out of body experience), sta a indicare tutte quelle esperienze, la cui interpretazione rimane controversa, nelle quali una persona percepisce di "uscire" dal proprio corpo fisico, cioè di proiettare la propria coscienza oltre i confini corporei.
Più stringatamente, sta a indicare quella sensazione che taluni provano come se stessero fluttuando all'esterno del proprio corpo e, in taluni casi, percependo la presenza del proprio corpo da un punto esterno ad esso (autoscopia).
Circa una persona su dieci ritiene di aver avuto qualche volta nella vita una di queste esperienze.

## Storia

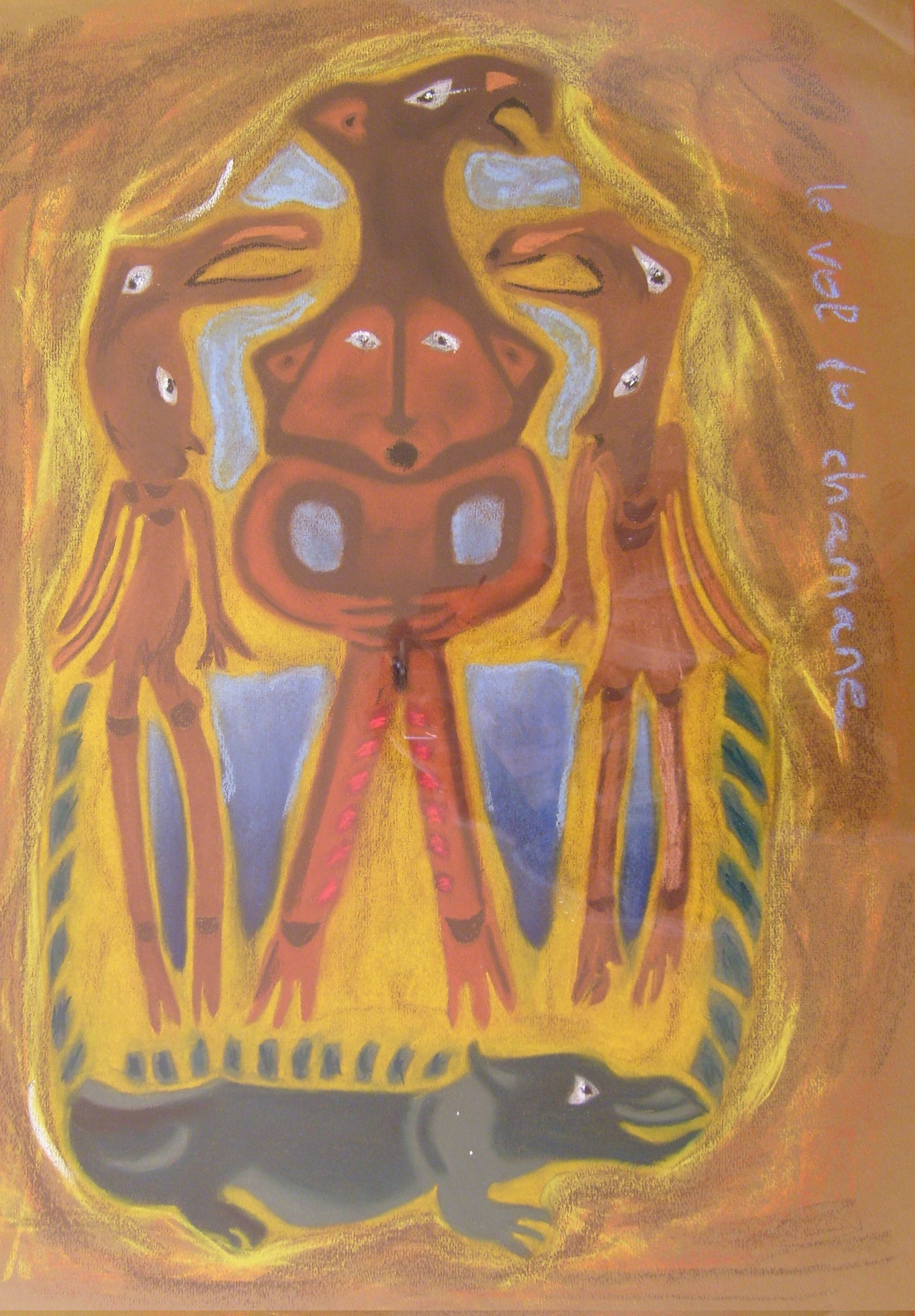
Il volo dello sciamano, che raffigura un viaggio astrale dal mondo inferiore abitato dal drago a quello superiore celeste delle donne-alci.

Il fenomeno delle esperienze extracorporee riguarda soprattutto le società sciamaniche, pervase da un tipo di religiosità tribale, magica, o animista. Queste erano incentrate sulla figura del guaritore-saggio, appunto lo sciamano, il quale si serviva di alcune pratiche rituali, come la danza o l'uso di erbe psicotrope, per raggiungere uno stato di trance o estasi che gli consentisse di recarsi nella dimensione ultraterrena e comunicare con gli Dèi o con gli spiriti.
A differenza della medianità, in cui generalmente sono le anime dei defunti a entrare dentro la persona per usarla come proprio strumento di espressione, il viaggio astrale implica che sia lo sciamano a muoversi verso gli esseri sovrannaturali, congiungendosi con loro in una sorta di matrimonio mistico.

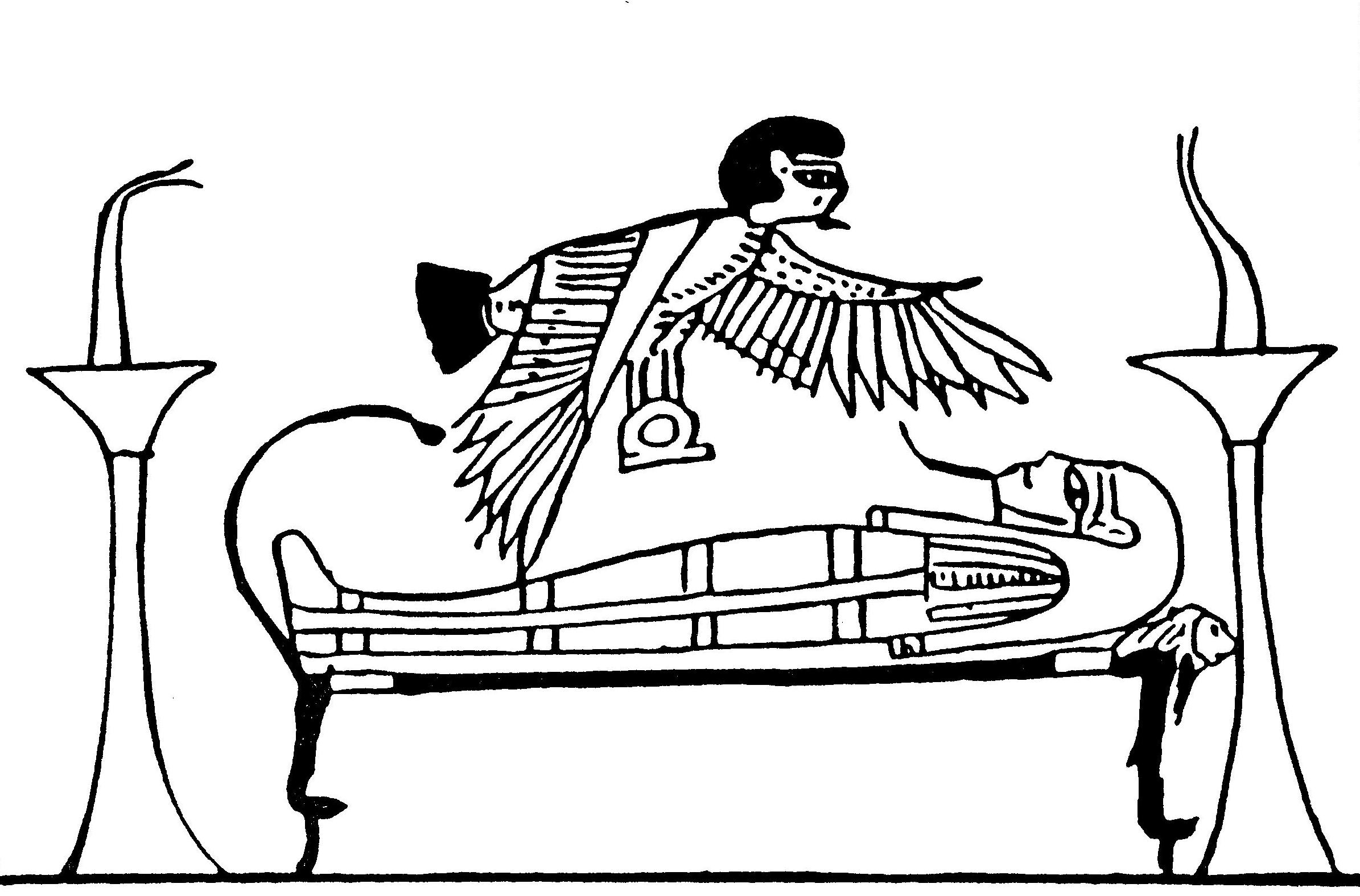
La liberazione dell'anima nella forma dell'uccello Ba nel libro egiziano dei morti.

Ma anche in Occidente si ha spesso menzione della possibilità di un viaggio dell'anima, ritenuta capace di liberarsi dei lacci del corpo, in particolare nelle scuole iniziatiche, dove lo scopo di quest'esperienza era acquisire certezza di una realtà spirituale e della sopravvivenza di sé dopo la morte. Tali pratiche ricorrono ad esempio nella mitologia egizia, nella dottrina pitagorica, di Platone e dei neoplatonici, in Plinio il Vecchio, e in generale nella letteratura visionaria di diverse correnti religiose, spirituali ed esoteriche, riguardanti proiezioni o rapimenti in altre dimensioni dello spazio e del tempo. Ad esempio:
- Il filosofo greco Platone nel decimo libro della Repubblica racconta del mito di Er, ossia di un uomo ucciso in battaglia ma ritornato in vita prima della cremazione del corpo, che riferì le esperienze extracorporee da lui avute durante il suo breve soggiorno nell'aldilà.[6]
- La storia biblica della Genesi (28:11) descrive una visione onirica di Giacobbe con una scala ascendente che univa terra e cielo.
- Nel testo gnostico dell'Apocalisse di Paolo si racconta l'ascensione dell'apostolo Paolo attraverso le sfere del cielo.
- Il profeta Maometto descrive un'ascensione in cui si dice abbia incontrato i profeti suoi predecessori, e abbia visitato il paradiso e l'inferno.

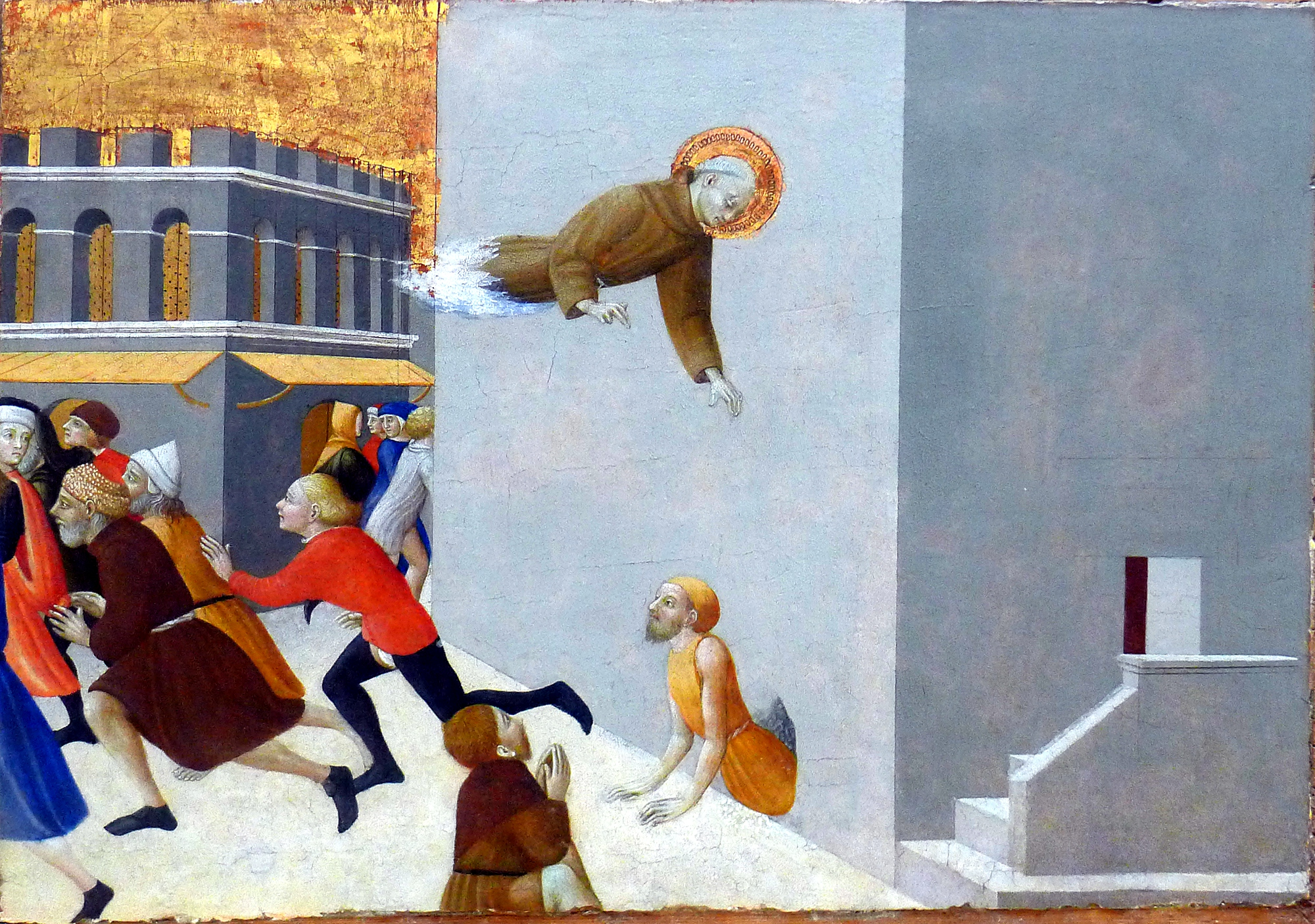
Ranieri dal Borgo che vola a liberare i poveri dalla prigione di Firenze (dipinto di Sassetta sul Polittico di Borgo San Sepolcro, 1440)

- Nella Visio Thurkilli del Medioevo, uno spirito celeste separa l'anima del contadino Thurkill dal suo corpo, che continua a dormire e a respirare mentre lui viaggia con la sua guida nell'aldilà.
- Nella Visio Tnugdali l'anima del cavaliere Tnugdalus viene condotta da un angelo attraverso l'inferno e il paradiso.
- Nella Visio Godeschalci è l'agricoltore Gottschalk ad andare nell'aldilà e tornare nel mondo terreno.
- Nella Visio Gunthelmi un'analoga esperienza visionaria è vissuta dal novizio Guntelmo accompagnato da San Benedetto.
- Il mistico medievale Abramo Abulafia, fondatore della Cabala profetica, descrisse tecniche di meditazione in grado di determinare esperienze extracorporee.[7]

L'interesse per i viaggi extracorporei crebbe in età moderna a partire dal XIX secolo, sotto lo stimolo della diffusione di conoscenze sulle culture sciamaniche extraeuropee, ma soprattutto per la nascita dello spiritismo e una rinnovata attrazione per l'occultismo esoterico. La possibilità di accedere alla memoria collettiva del mondo o alla cosiddetta cronaca dell'akasha, a cui fu dato il nome di «proiezioni astrali» o «visioni astrali», divenne inoltre una materia popolare di insegnamenti esoterici nell'ambito della Società Teosofica sorta sul finire del secolo.
Negli anni sessanta del XX secolo, l'americano Robert A. Monroe, insieme al suo collega di ricerca Charles Tart, con la pubblicazione di Journeys Out Of The Body rese popolare l'espressione «esperienza fuori dal corpo», in luogo del termine storico «proiezione astrale» ritenuto non alla portata comune perché troppo evocativo di un contesto occulto.

## Ipotesi sulla natura delle esperienze extracorporee

### Medicina e psichiatria
In medicina sono descritti alcuni disturbi della coscienza ("disturbi della coscienza dell'io" chiamati depersonalizzazione) che potrebbero essere alla base dell'OBE. Tali disturbi possono derivare da affaticamento o alterazioni organiche.
La sensazione di trovarsi fuori dal corpo è stata riferita durante:
- Sonno ipnagogico o ipnopompico (le fasi che precedono immediatamente l'addormentamento o il risveglio)[12]
- Crisi epilettiche[12]
- Utilizzo di sostanze stupefacenti[13] in particolare le droghe dissociative o psichedeliche
- Fasi di psicosi acuta[12]

Secondo un'interpretazione scientifica, questo potrebbe indicare che ciò che si osserva durante le OBE, appare non essere altro che il frutto della propria mente e la conseguenza di una temporanea iperattività anomala di alcune regioni del cervello.

#### Esperimenti scientifici
Uno studio condotto da Bigna Lenggenhager, della Scuola Politecnica Federale di Losanna e da Henrik Ehrsson dell'University College di Londra, primo in assoluto del suo genere, è descritto in due articoli pubblicati su Science.
Nell'esperimento eseguito i partecipanti hanno indossato speciali occhiali utilizzati in visioni tridimensionali attraverso i quali hanno visto, proiettata a una distanza di due metri, la propria immagine mentre veniva simultaneamente ripresa da una telecamera posta dietro di loro. Durante le proiezioni, la loro schiena veniva toccata diverse volte con un bastoncino, così che essi hanno potuto osservare ciò che accadeva "in diretta" sull'immagine virtuale. Quando poi ai partecipanti è stato chiesto in quale punto si trovassero della stanza, quasi tutti hanno indicato la posizione virtuale. Gran parte dei volontari, quindi, ha avvertito una dissociazione dal proprio corpo.
Secondo gli autori, questo studio fornisce una possibile spiegazione scientifica dell'origine del fenomeno delle esperienze fuori dal corpo, alla base del quale "potrebbe esserci una disconnessione fra i circuiti del cervello che elaborano le informazioni sensoriali". Questo esperimento, ha commentato Peter Brugger dell'University Hospital di Zurigo, dimostra che la coordinazione dei sensi e la prospettiva visuale sono importanti per la sensazione di trovarsi all'interno del proprio corpo.
I ricercatori hanno quindi dedotto che la percezione che una persona ha di sé stessa può essere manipolata usando una serie di stimoli multisensoriali, in quanto l'unità spaziale e la coscienza del corpo dipendono dai meccanismi del cervello.

### Caratteristiche: viaggio astrale e sogno

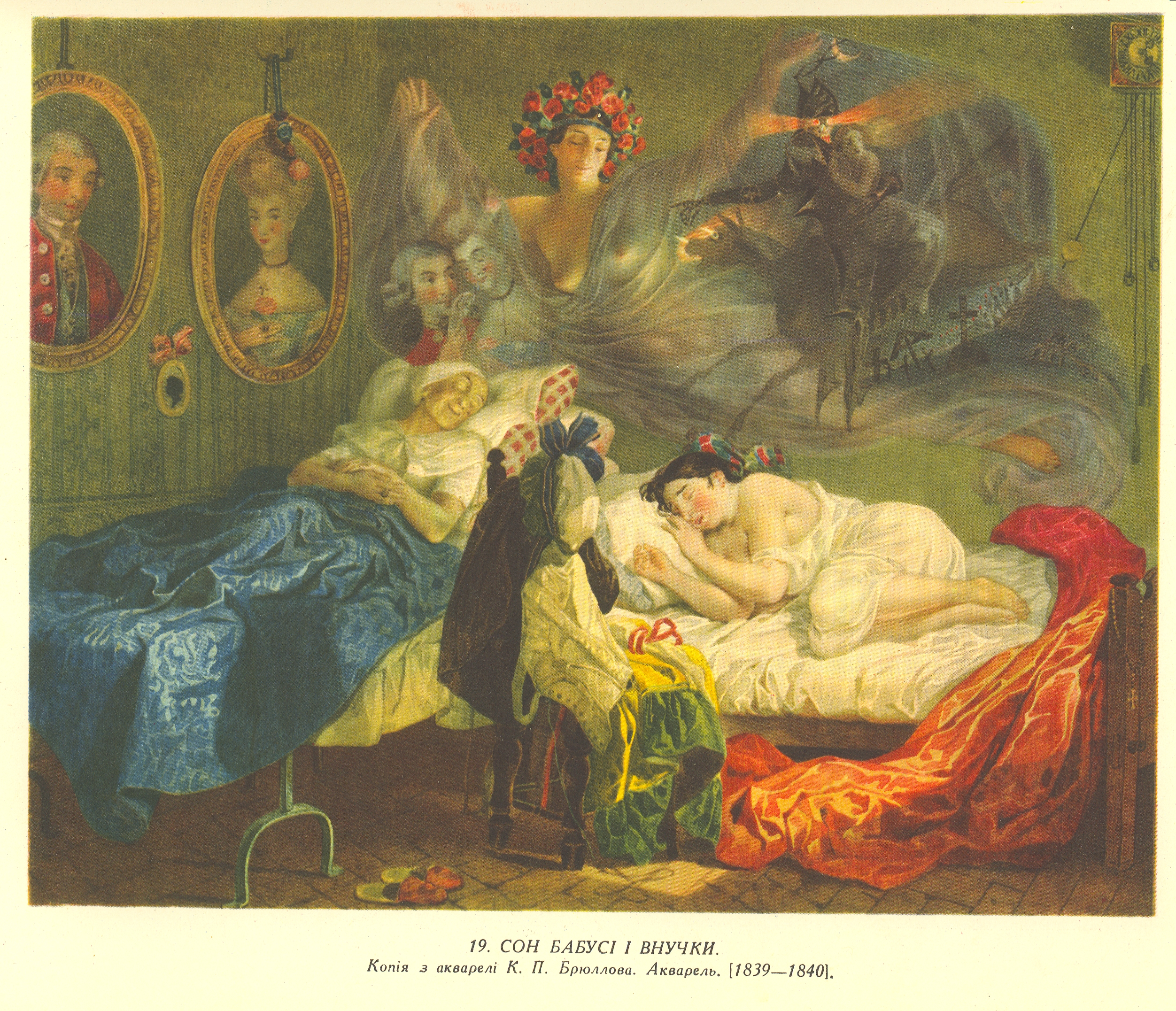
I sogni della nonna e della nipote, di Taras Shevchenko (1840 circa)

Nelle dottrine misteriche il viaggio astrale non si differenzia di fatto dallo stato di sonno e dai comuni sogni che si fanno dormendo, tranne per il fatto che in quest'ultimi manca la coscienza di trovarsi fuori dal corpo. Per capire la natura di tali esperienze, nell'occultismo moderno si fa riferimento all'anatomia sovrasensibile dell'essere umano, composta da vari corpi tra cui quello astrale, che partecipa della coscienza, uno eterico, in cui risiede la vita, oltre a quello fisico.
Secondo le testimonianze degli esoteristi, ogni notte nel sonno si verifica una separazione dell'Io della persona addormentata e della sua componente astrale, mentre il suo corpo fisico che rimane nel letto può continuare a vivere perché resterebbe avvolto da quello eterico, responsabile delle funzioni vitali.
Solo in circostanze particolari come nei riti iniziatici dell'antichità officiati dagli sciamani e dai sacerdoti, si provocava una separazione anche del corpo eterico vitale, inducendo uno stato di trance profonda simile alla premorte. La morte stessa, del resto, avverrebbe quando i corpi sottili, allontanatisi dall'involucro fisico, non possono più fare ritorno in quest'ultimo, a causa della rottura del cosiddetto «cordone argenteo» che li collegava.
Riuscire a trasferire la propria coscienza dal corpo fisico a quelli sovrasensibili è ciò che consentirebbe inoltre i sogni lucidi, ossia quel fenomeno chiamato «onironautica» in cui si ha la capacità di restare desti mentre si dorme, e di modificare a piacimento i propri sogni. Da qui nasce la disputa se il sogno lucido stesso possa essere considerato una sorta di viaggio astrale, cioè un'esperienza di separazione della propria anima, con cui ci si possa recare in ambienti realmente esistenti.
Nel caso del sogno lucido, in effetti, ci si può effettivamente trovare ad esempio nell'ambiente circostante, e nel momento corrispondente a quello in cui si verifica il sonno, ma anche in tempi e luoghi diversi da quelli ordinari, assimilabili a un mondo parallelo o un piano astrale.

### Esperienze ai confini della morte
Le esperienze extracorporee si manifestano frequentemente nei fenomeni più complessi denominati esperienze ai confini della morte, oggetto di studio anche in ambito medico, come nei casi di Pim van Lommel e Sam Parnia.

### Bilocazione
Il viaggio astrale è inoltre associato al fenomeno della bilocazione, che consentirebbe non solo di staccare la coscienza dal corpo fisico, ma anche di materializzare o rendere percepibile in un posto diverso la propria parte astrale come un vero doppio di sé.

### Viaggio sciamanico
Vi è poi il cosiddetto «viaggio sciamanico», i cui praticanti affermano di poter visitare mondi invisibili oltre la realtà ordinaria, per esplorare l'aldilà ed incontrare spiriti o antenati.

## Nella cultura di massa

### Film
- Awake - Anestesia cosciente (2007)
- Behind her eyes (2021)